# 1276 en santé et médecine
| Années de la santé et de la médecine : 1273 - 1274 - 1275 - 1276 - 1277 - 1278 - 1279    |
| Décennies de la santé et de la médecine : 1240 - 1250 - 1260 - 1270 - 1280 - 1290 - 1300 |

Cet article présente les faits marquants de l'année 1276 en santé et médecine.

## Événements

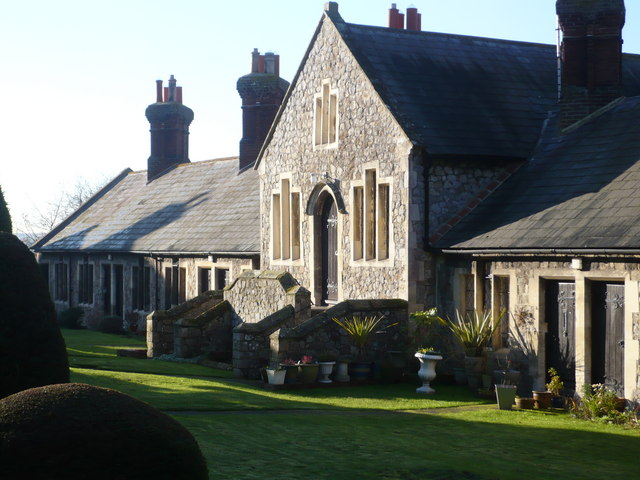
St. Nicholas' Hospital Harbledown

- La maladrerie de Saint-Lubin, près de Chevreuse, en Hurepoix, est mentionnée dans un acte de donation de Guy de Lévis[1].

- À Landau, dans le Palatinat, Frédéric de Linange donne un terrain aux augustins de l'ordre hospitalier de Steige pour qu'ils y édifient un hospice[2].
- La maison-Dieu de Croutelle, « placée sur la voie romaine, utilisée par les pélerins […] et qui sera réunie à l'hôtel-Dieu de Poitiers en 1695[3] », est citée dans un acte de l’abbaye de Fontaine-le-Comte[4].
- La maison-Dieu fondée en 1136 à Bruère, près de Saint-Amand, dans le Bourbonnais, prend le nom d'abbaye de Noirlac[5].
- Fondation de l'hospice Saint-Julien à Bruges, en Flandre, « en faveur des pèlerins passagers[6] ».
- Première mention de St. Bartholomew's Hospital à Hythe dans le Kent en Angleterre[7].
- À Bergen, alors capitale de la Norvège, la léproserie (ospitale leprosorum) Sainte-Catherine, fondée en 1266 sous le règne de Magnus VI, est reconvertie en un hôpital des pauvres (ospitale pauperum) destiné aux femmes[8],[9].
- En Provence, « l'hôpital Saint-Jacques d'Aix, l'un des plus importants, a une capacité d'une trentaine de lits[10] ».
- Cent lépreux vivent à l'hôpital Saint-Nicolas (Hospital of St. Nicholas) de Harbledown près de Cantorbéry dans le Kent en Angleterre[11].

## Personnalités
- Fl. Guinard, médecin en Roussillon[12].
- Fl. Jean, médecin, recteur de l'église de Lombron, dans le Maine[12].
- Fl. Jean d'Espinasse, médecin d'Elie, seigneur de La Vergne[12].
- 1276-1277 : fl. Pierre, barbier à Poitiers[13].
- Vers 1276-1300 : fl. Guillaume de Rouen, médecin à Angers[12].

## Décès
- Avant le 25 juillet : Julien (né à une date inconnue), médecin au pénitencier de Beauvais[13].
- Ibn Andras (né à une date inconnue), médecin andalou, professeur à Béjaïa, en Kabylie[14].